# Alb (Sur)
El río Alb es un afluente derecho del Rin en el sur de Baden-Wurtemberg, Alemania.

## Recorrido

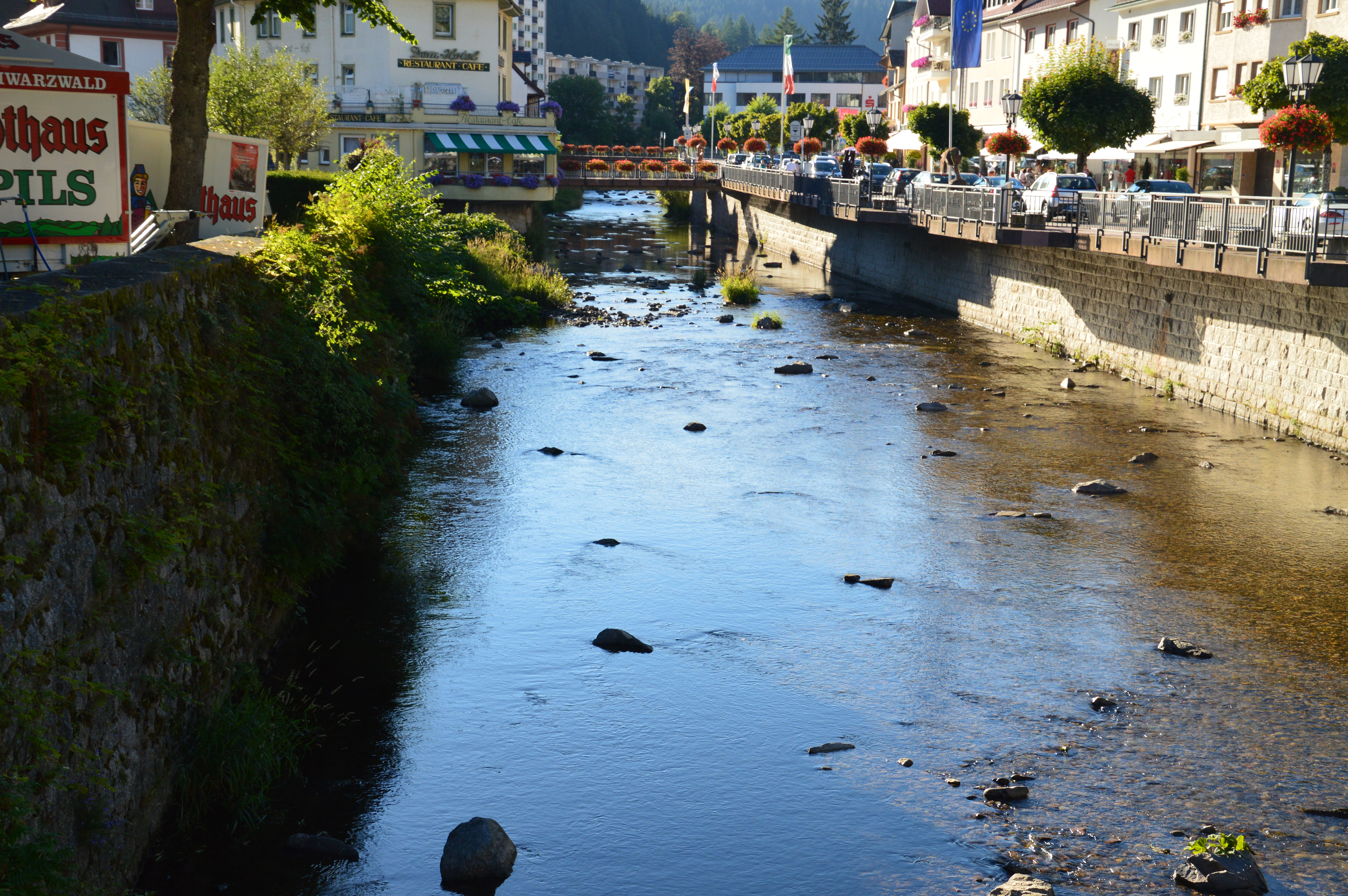
El río Alb en el centro de St. Blasien

El Alb de Menzenschwand (en alemán: Menzenschwander Alb) que nace en la vertiente oriental y meridional del monte Feldberg en la Selva Negraes uno de los manantiales del Alb. Cuando confluye con el Alb de Bernau (en alemán: Bernauer Alb) forma finalmente el Alb definitivo. Al sur de St. Blasien es embalsado (lago del Alb). Desemboca en el Rin cerca de Albbruck después de un recorrido de 43 km.

## Enlaces
- Wikimedia Commons alberga una categoría multimedia sobre Alb (Sur).